# Tymieniec-Jastrząb
Tymieniec-Jastrząb – część wsi Tymieniec w Polsce, położona w województwie wielkopolskim, w powiecie kaliskim, w gminie Szczytniki.
W latach 1975–1998 Tymieniec-Jastrząb należał administracyjnie do województwa kaliskiego.